# Pnin
Pnin is een roman van Vladimir Nabokov, gepubliceerd in 1957 en geschreven in het Engels. Het boek is ontstaan uit een reeks korte verhalen die tussen 1953 en 1955 in The New Yorker waren verschenen. Het is zijn eerste roman die verscheen na de spraakmakende publicatie van Lolita en bracht Nabokov zijn eerste commerciële succes. De laatste Nederlandse vertaling is van Else Hoog, uit 1993.

## Inhoud en typering
Pnin is een korte, in zekere zin een komische roman, die zich afspeelt in de universitaire wereld. Hoofdpersoon is de onfortuinlijke Russische emigrant, vijftiger, professor Timofey Pnin. Nabokov beschrijft hem in het begin van de roman als volgt: "Hij was op een ideale manier kaal, door de zon gebruind en gladgeschoren, dus hij begon tamelijk indrukwekkend, met die grote bruine kop, een bril met schildpadmontuur (die een infantiele afwezigheid van wenkbrauwen maskeerde), een aapachtige bovenlip, een dikke nek en een krachtpatserstorso in een vrij krap tweedjasje, maar hij eindigde nogal teleurstellend, met een paar spillebenen (nu in flanel gestoken en over elkaar geslagen) en voeten die er fragiel, bijna vrouwelijk uitzagen".
Als leraar Russisch aan het Waindel College leeft Pnin in de vreemde en onthechte academische wereld, waaraan hij zich tevergeefs probeert aan te passen. Pnin is onhandig, verstrooid en pedant, hetgeen voor de roman typerende scènes oplevert: Pnin in de verkeerde trein, op weg naar een lezing, Pnin naar zijn gympies kijkend die meedraaien in de wasmachine, of Pnin die aan boord van het schip dat hem naar de nieuwe wereld brengt een partij schaak speelt met een voormalige krantenredacteur uit Duitsland: “Wenn Sie so, dann ich so, und Pferd fliegt”. Typerend is ook Pnins onvermogen om het Engelse idioom machtig te worden; veel van de humor in het boek komt voort uit zijn onhandige taalgebruik. Pnins waardigheid zorgt er echter voor dat hij niet wordt gereduceerd tot het in de jaren vijftig klassieke stereotype van de ontaarde, niet-geïntegreerde Rus: door alles heen blijft hij steeds een fatsoenlijk man.
Pnin is wel bekritiseerd omdat het meer een serie discrete schetsen dan een roman zou zijn. De kracht van Pnin zou dan ook minder in de inhoud, maar meer in Nabokovs unieke, geroemde stijl en onconventionele humor zitten, die zich met name manifesteren in een aantal unieke taalkundige uitweidingen. Het verhaal zelf kent inderdaad geen echt plot, maar een thematische eenheid is niettemin duidelijk herkenbaar in Pnins onvermogen om zich in de Amerikaanse cultuur thuis te voelen, een gegeven waar Nabokov ook zelf lang last van heeft gehad: in het voorwoord bij de roman geeft hij aan dat, mocht hij geen succes als schrijver hebben gehad, hij zelf heel goed een soort van Pnin had kunnen worden.